# 腓力六世 (法兰西)
腓力六世（法語：Philippe VI，1293年—1350年8月22日），外號幸運者（法語：le Fortuné）、天主教的（法語：le Catholique）和瓦盧瓦人（法語：de Valois）。法蘭西國王、瓦盧瓦伯爵、安茹伯爵、曼恩伯爵。
瓦盧瓦伯爵腓力由於卡佩王朝的王位繼承爭議而繼位，從而開啟法國的瓦盧瓦王朝。先王查理四世於1328年逝世後，血緣關係最近的男性繼承人是他的外甥英王愛德華三世，不過法蘭西貴族更偏好查理的堂親腓力繼承王位，結果導致百年戰爭爆發（1337年）。
腓力雖取得戰爭初期數場海戰的勝利，然而海軍卻在1340年的斯魯伊斯海戰遭到殲滅，導致英軍開始入侵歐陸。愛德華在克雷西會戰（1346年）大敗腓力，緊接著又遭逢黑死病肆虐，使國家更加殘破。
1349年，腓力自亨伯特二世買下多菲內成為王室領土，並將管理權交給長孫查理，此後「海豚」便成為法國王太子的特有頭銜。腓力在1350年逝世，由長子約翰二世繼承。

## 家世背景
腓力六世的父親是瓦盧瓦的查理，他是法王腓力四世的弟弟，路易十世、腓力五世及查理四世的叔叔。瓦盧瓦的查理窮極一生想擴大權力但都未能成功，他在1325年逝世後，將安茹、曼恩與瓦盧瓦的領地和爵位傳給腓力。關於腓力年輕時的紀錄甚少，是因為他來自王族中較疏遠的分支家系。

## 統治

### 新王朝的开始
1328年，卡佩王朝嫡系的最后一名男性成员查理四世去世，留下懷有身孕的遺孀埃夫勒的讓娜。腓力是兩位主張王位繼承權的人之一，另一位是查理四世的妹妹伊莎貝拉之子英王愛德華三世。不過早在1316年，三級會議已經決定女性不得成為繼承人，但伊莎貝拉是否能自己將不能擁有的繼承權轉讓給其長子成了新的問題，法蘭西的貴族、教長與巴黎大學根據薩利克法共同否決這項主張。腓力是法王腓力三世的孙子，查理四世的堂兄；英王爱德华三世，是查理四世的外甥，因此最後由腓力获得了王位。
在此期間，由於查理四世的遺孀懷有身孕。在讓娜生產前的兩個月間（1328年2月9日－4月1日），由腓力在法蘭西權貴的支持下攝政，直到讓娜生下一名女嬰布蘭雪。女嬰誕生後，腓力於同年5月28日正式在蘭斯大教堂加冕為法王腓力六世，法蘭西进入了由瓦盧瓦王朝统治的时代。由於愛德華三世是阿基坦公國與加斯科涅兩塊法蘭西領地的封臣，腓力要求愛德華晉見宣誓效忠。經過兩次的召喚後，愛德華才在1329年6月6日抵達亞眠大教堂，而他的誓詞更加深了未來數年的爭議，成为日后百年战争的导火索。。
王朝更替同時帶來其他影響：先王查理四世也是納瓦拉王國的國王，但和法蘭西不同，納瓦拉王國不必遵從薩利克法。腓力六世不是納瓦拉女王胡安娜一世的繼承人或後代。納瓦拉王國因此由胡安娜一世的長孫女胡安娜二世繼承。由於納瓦拉國王在過去50年與法蘭西共治而領有香檳地區的特魯瓦、莫城、布里等地，這些地區緊鄰法蘭西王室直屬的法蘭西島地區，在經濟和行政上產生問題。腓力六世因此和胡安娜二世協商，以諾曼第地區的廣袤領土交換香檳地區的領土來保持王室土地的完整。

### 统治初期
法蘭西王國在腓力六世統治期間多災多難，不過在他統治之初也曾獲得一些成功。
在軍事上，佛兰德伯爵讷韦尔的路易為了先王查理四世徵稅而遭到弗蘭德人民起義推翻，為了避免弗蘭德人民和英王聯盟而讓法蘭西王室失去这块当时最富庶的地区的控制，而向剛繼位的腓力六世求助。腓力六世在1328年8月的卡塞勒戰役中擊敗由尼古拉斯·贊納金率領的弗蘭德農民起義軍，恢復了弗蘭德伯爵的權位。
對神聖羅馬帝國，皇帝路易四世企圖擴大帝國西南部的影響力，並與敵對的亞維儂教廷談和。腓力六世阻止教宗本篤十二世與皇帝路易四世的談判，間接改變神聖羅馬帝國的政策，但也使神聖羅馬帝國和英格蘭在1337年組成同盟。
在財經改革上，1341年3月16日，腓力六世建立了第一個王室永久性的盐税，大大增加了政府的稅收，促成了中世紀後期法國人常說的一句俗諺：「國王萬歲，但不要鹽稅」。
對於愛德華三世，腓力六世最初盡可能與他保持和睦，甚至曾計畫在1332年一同參與十字軍，然而並未成行。阿基坦公國的統治權問題使兩人關係更加緊張，1334年腓力六世庇護流亡的蘇格蘭國王大衛二世還公開擁護他，更使愛德華三世大為憤慨。到了1336年，腓力六世與愛德華三世已經是明確的敵對關係，只差還沒開戰。造成兩人關係決裂的關鍵是腓力六世的親信阿圖瓦的羅伯三世逃亡事件。羅伯三世為了爭取阿圖瓦的繼承權而偽造父親遺囑，遭揭發後逃往英格蘭接受愛德華三世庇護，隨著腓力六世與愛德華三世關係變差，羅伯三世在英格蘭的立場便更加穩固。1336年12月26日，腓力六世向愛德華三世要求引渡羅伯三世未果，並在1337年5月24日以不服從封建君主以及庇護「國王終生敵人」阿圖瓦的羅伯為名，宣告愛德華三世喪失阿基坦公國的統治權。愛德華三世則以重新宣稱法蘭西王位繼承權作為報復，就此引爆英法百年戰爭。

### 英法百年戰爭
腓力六世在戰爭爆發之時處於上風，法蘭西王國在經濟與人口都優於英格蘭王國，當時更是法蘭西在中世紀的黃金時代。最初的幾場戰役都由法軍獲得勝利。
在海上，法蘭西的私掠船襲擊並摧毀英格蘭西南沿海的多座城鎮。英格蘭雖然進行報復反擊，例如燒毀濱海布洛涅港內的法蘭西艦隊，但法軍實力仍遠超英軍。1339年，腓力六世在確保制海權後下令在澤蘭沿岸的斯勒伊斯港集結艦隊，卻沒想到在1340年6月的斯勒伊斯海戰中慘敗，使英軍重奪制海權，阻止法軍登陸英格蘭。
在陸上，愛德華三世專注在弗蘭德與低地國家，透過外交與賄絡建立同盟，並在1339年對皮卡第發動第一次騎行劫掠作戰，不過腓力六世明智地避開戰鬥，使作戰沒有斬獲。愛德華的經濟能力無法負擔持久戰，只得撤回英格蘭重新籌措資金。1340年7月，愛德華三世捲土重來，發動圖爾奈圍城戰。然而到9月又耗盡資金，只得提出和議。
至此，腓力六世巧妙的利用愛德華三世的經濟劣勢進行拖延戰術來獲得勝利。1341年，布列塔尼繼承戰爭爆發使英軍能在布列塔尼建立駐軍，但仍未動搖法軍優勢。1343年，在教宗主導的談判中，腓力六世直接拒絕愛德華三世以重新取得阿基坦公國統治權換取和平的要求。
愛德華三世的下一波攻勢發生在1345年，德比伯爵格羅斯蒙特的亨利入侵阿熱奈（20年前在聖薩爾多戰爭被法蘭西奪走）並占領昂古萊姆，布列塔尼的英軍也有所斬獲。法軍在1346年春天對阿基坦發動反擊，由諾曼第公爵約翰率軍包圍艾吉永。愛德華三世藉機渡海登陸守備薄弱的諾曼第，一路劫掠卡昂等大小城鎮直至接近巴黎的普瓦西。腓力六世緊急集結兵力追擊愛德華，愛德華在渡過索姆河後於克雷西迎戰腓力。腓力原計畫花一晚觀察英軍軍力，然而法軍急於向英軍復仇而失控，導致法軍在克雷西戰役潰敗，腓力六世負傷並差點被俘虜。會戰後愛德華三世花費近一年的時間攻下加萊，成為英軍聯絡英吉利海峽的重要據點，自此以後法軍在戰爭中便落於下風。

### 晚年
克雷西會戰後，三級會議拒絕資助腓力反攻英格蘭的計畫。1348年，黑死病侵襲法蘭西，三分之一的人口染疫身亡，其中包含王后約娜。勞力缺乏導致急遽通貨膨脹，腓力六世實施價格管制使市場更加不穩定。腓力和兒子的未婚妻納瓦拉的布蘭卡再婚，結果使兒子們和許多貴族疏遠腓力。
腓力六世人生最後的功績是於1349年將多菲內與朗格多克的蒙佩利爾地區納入領土。腓力六世於1350年8月22日逝世，與首任王后約娜一同葬於聖但尼聖殿，留下分裂的法蘭西王國。腓力的長子約翰繼承王位為約翰二世。

## 婚姻與子嗣
1313年6月，腓力與勃艮第的约娜成婚。約娜為勃艮第公爵羅貝爾二世與法蘭西的阿涅絲之女，法王路易九世之外孫女。
其子女如下：
1. 約翰二世 （1319年4月26日－1364年4月8日）[22]
2. 瑪莉（1326年－1333年9月22日），與布拉班特公爵繼承人約翰成婚，但隨後即逝。
3. 路易（1329年1月17日），出生當日即逝。
4. 路易（1330年6月8日－23日）
5. 男子（1333年10月2日），可能名為約翰，出生當日即逝。
6. 男子（1335年5月28日），死胎。
7. 腓力（1336年7月1日－1375年9月1日），勃艮第公爵。
8. 瓊恩（1337年11月），出生當日即逝。
9. 男子（1343年夏季），出生當日即逝。

約娜於1349年逝世後，腓力與納瓦拉的布蘭卡於1350年1月11日再婚。布蘭卡為納瓦拉女王胡安娜二世與納瓦拉國王腓力三世之女。兩人僅育有一女：
- 瓦盧瓦的瓊恩（1351年5月－1371年9月16日[24]），原訂與亞拉岡國王胡安一世成婚，然而在旅途中逝世。